# Internationale Filmfestspiele Berlin 1984
Die Internationalen Filmfestspiele Berlin 1984 begannen am 17. Februar und endeten am 28. Februar 1984.
Das Festival hatte als Eröffnungsfilm in diesem Jahr den sowjetischen Film Abschied von Matjora von Elem Klimow eingeladen, doch der sowjetische Filmverband verbot die Aufführung im Ausland. Der Film wurde letztlich erst auf der Berlinale 1987 als Sondervorführung gezeigt. Neuer Eröffnungsfilm wurde der Tanzfilm Le Bal – Der Tanzpalast von Ettore Scola.

## Wettbewerb
In diesem Jahr wurden folgende Filme im Wettbewerb gezeigt:
| Filmtitel                    | Regisseur          | Produktionsland               | Darsteller (Auswahl)                                |
| Ah Jing                      | Allen Fong         | Hongkong                      |                                                     |
| Akelarre                     | Pedro Olea         | Spanien                       | Sílvia Munt, Mary Carrillo                          |
| Antarktis                    | Koreyoshi Kurahara | Japan                         | Ken Takakura, Tsunehiko Watase                      |
| Das Arche Noah Prinzip       | Roland Emmerich    | Deutschland                   | Richy Müller, Franz Buchrieser                      |
| Ärztinnen                    | Horst Seemann      | DDR, BRD, Schweden, Schweiz   | Judy Winter, Inge Keller, Walther Reyer, Rolf Hoppe |
| Auf das, was wir lieben      | Maurice Pialat     | Frankreich                    | Sandrine Bonnaire                                   |
| Das Autogramm                | Peter Lilienthal   | Deutschland, Frankreich       | Juan José Mosalini, Hanns Zischler                  |
| Le Bal – Der Tanzpalast      | Ettore Scola       | Italien, Frankreich, Algerien |                                                     |
| Die Chaotenclique            | Louis Malle        | USA                           | Donald Sutherland, Jack Warden, Sean Penn           |
| Diebe der Nacht              | Samuel Fuller      | Frankreich                    | Véronique Jannot, Stéphane Audran                   |
| Flirt                        | Roberto Russo      | Italien                       | Jean-Luc Bideau, Monica Vitti                       |
| Frontromanze                 | Pjotr Todorowski   | Sowjetunion                   | Inna Tschurikowa                                    |
| Heißes Blut                  | Wen Yan            | Volksrepublik China           |                                                     |
| Klassenverhältnisse          | Jean-Marie Straub  | Frankreich, Deutschland       | Mario Adorf, Laura Betti                            |
| Leichte Körperverletzung     | György Szomjas     | Ungarn                        |                                                     |
| Love Streams                 | John Cassavetes    | USA                           | Gena Rowlands, John Cassavetes                      |
| Mann ohne Gedächtnis         | Kurt Gloor         | Schweiz, Deutschland          | Hannelore Elsner, Rüdiger Vogler                    |
| Morgen in Alabama            | Norbert Kückelmann | Deutschland                   | Wolfgang Kieling, Maximilian Schell                 |
| Rembetiko                    | Kostas Ferris      | Griechenland                  |                                                     |
| Schmutziger Kleinkrieg       | Héctor Olivera     | Argentinien                   |                                                     |
| Die Schönheit und das Untier | Nils Malmros       | Dänemark                      |                                                     |
| Sein größter Sieg            | John Irvin         | Großbritannien, USA           | John Hurt                                           |
| De Stille Oceaan             | Digna Sinke        | Belgien, Niederlande          |                                                     |
| Ein ungleiches Paar          | Peter Yates        | Großbritannien                | Albert Finney, Tom Courtenay, Edward Fox            |

## Internationale Jury
Jury-Präsidentin war in diesem Jahr die Schauspielerin Liv Ullmann. Die Jury hatte folgende weitere Mitglieder: Edward Bennett (Großbritannien), Manuela Cernat-Gheorghiu (Bulgarien), Jules Dassin (Frankreich), Lana Gogoberidse (UdSSR), Tullio Kezich (Italien), Steffen Kuchenreuther (Deutschland), Jeanine Meerapfel (Deutschland), Kevin Thomas (USA), Mario Vargas Llosa (Peru) und Adolphe Viezzi (Frankreich).

## Preisträger
- Goldener Bär: Love Streams von John Cassavetes
- Silberne Bären:
  - Schmutziger Kleinkrieg (Spezialpreis der Jury)
  - Ettore Scola (beste Regie)
  - Inna Tschurikowa in Frontromanze (beste Darstellerin)
  - Albert Finney in Ein ungleiches Paar (bester Darsteller)
  - Monica Vitti in Flirt (herausragende Einzelleistung)
  - Rembetiko
  - Morgen in Alabama

## Weitere Preise
- FIPRESCI-Preis (Wettbewerb): Love Streams von John Cassavetes und Schmutziger Kleinkrieg von Héctor Olivera
- FIPRESCI-Preis (Forum): Das Dörfchen Furuyashiki von Shinsuke Ogawa
- Interfilm Award – Otto-Dibelius-Preis (Wettbewerb): Mann ohne Gedächtnis von Kurt Gloor
- Interfilm Award – Otto-Dibelius-Preis (Forum): Bless Their Little Hearts von Billy Woodberry
- UNICEF-Preis (Kinderfilmfest): Pessi und Illusia von Heikki Partanen
- Preis der Leserjury der Berliner Morgenpost: Le Bal von Ettore Scola

## Außer Konkurrenz
Außerhalb der Wettbewerbskonkurrenz erlebten folgende Filme ihre Deutschlandpremiere auf der diesjährigen Berlinale:
- Marlene – Regie: Maximilian Schell
- Star 80 – Regie: Bob Fosse
- Zeit der Zärtlichkeit – Regie: James L. Brooks
- Memory of the Camps – Dokumentarfilm über die deutschen Konzentrationslager